# Udalrico II
Udalrico II (... – 25 febbraio 1055) fu il primo principe vescovo di Trento, in carica dal 1022 fino alla morte.

## Biografia

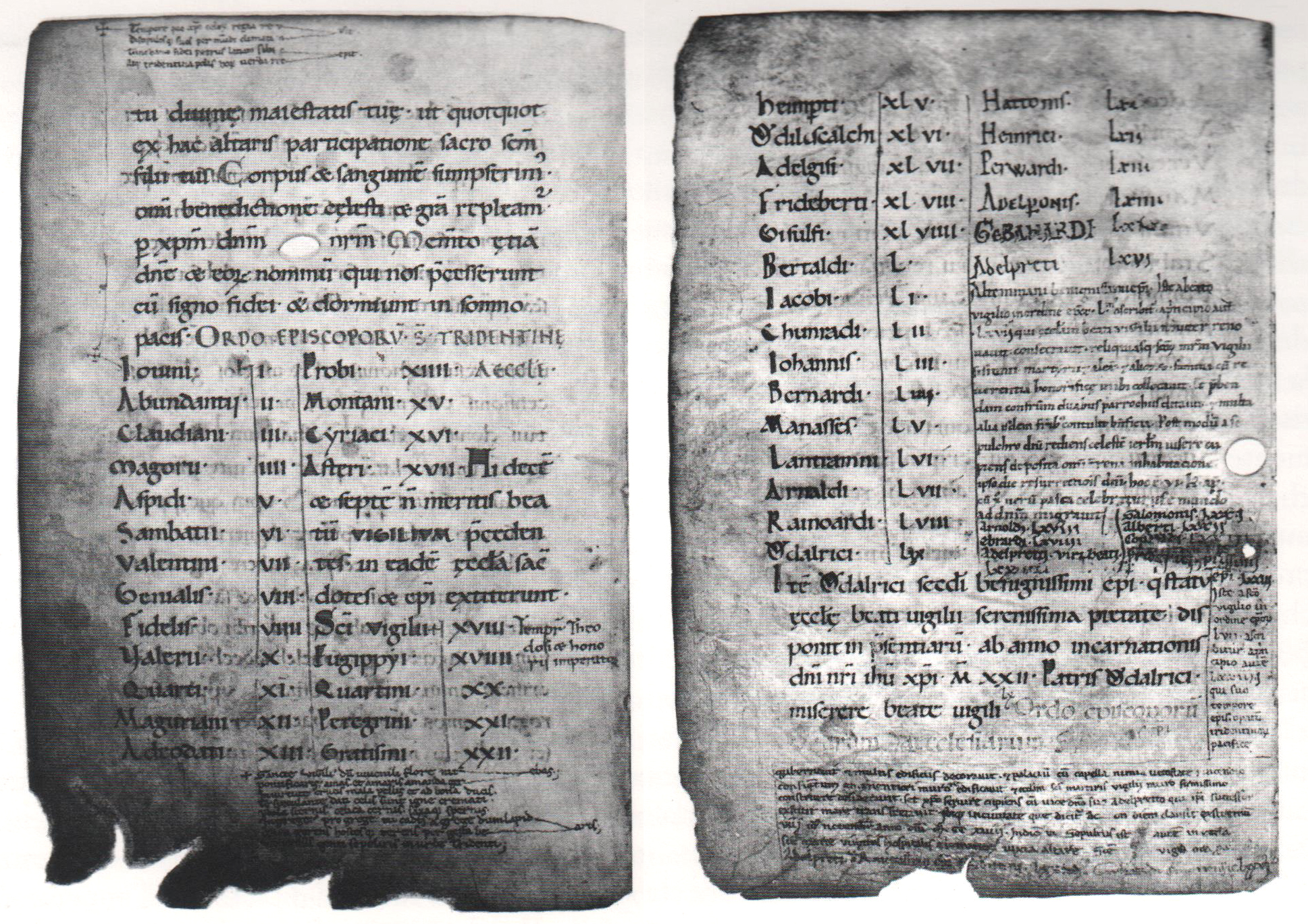
La lista (errata) dei primi vescovi di Trento dal Sacramentario Udalriciano

Il suo nome, così come quello del predecessore, sembra collegarlo con la stirpe degli Ariboni. Il 31 maggio 1027 l'imperatore Corrado il Salico gli conferì il dominio sulle contee di Trento, Bolzano e Venosta (su quest'ultima non ebbe però mai potere effettivo), scorporandole dalla marca di Verona, con i poteri che erano stati propri dei conti, duchi e marchesi dei territori, istituendo di fatto il principato vescovile di Trento (sebbene vada notato che il titolo di principe seguì solo alla fine del XII secolo). Già dall'XI secolo, del resto, i vescovi trentini erano figure importanti nel panorama europeo, e non era raro che accompagnassero gli imperatori tedeschi quando scendevano in Italia, come lo stesso Udalrico fece sia con Corrado IV, sia con Enrico III, e il loro potere politico era già stato informalmente riconosciuto nel 1004 da Enrico II il Santo, che più volte soggiornò nel capoluogo tridentino.
Udalrico fu autore del cosiddetto Sacramentario Udalriciano, su cui compare il primo elenco dei vescovi di Trento (con una cronologia però falsata e oggi abbandonata, secondo la quale san Vigilio sarebbe stato non il terzo, bensì il diciottesimo vescovo della diocesi). È inoltre ricordato per una serie di modifiche al duomo di Trento, tra cui la costruzione del transetto e della cripta.